# Toki
Toki (土岐市 -shi) é uma cidade japonesa localizada na província de Gifu.
Em 30 de Junho de 2005 a cidade tinha uma população estimada em 64 090 habitantes e uma densidade populacional de 551,7 h/km². Tem uma área total de 116,16 km².
Recebeu o estatuto de cidade a 1 de Fevereiro de 1955.

## Cidades-irmãs
- Yaizu, Japão
- Faenza, Itália